# Chrisette Michele
Chrisette Michele Payne (nascida em 8 de dezembro de 1982), conhecida apenas como Chrisette Michele, é uma cantora americana de R&B e Soul. Ela ganhou um prêmio Grammy na categoria de Best Urban/Alternative Performance em 2009 com sua canção "Be OK". Tem três álbuns, o primeiro é do ano de 2007, I Am, o segundo é de 2009, Epiphany, e o terceiro de 2010, "Let Freedom Reign". Com "Epiphany", a cantora atingiu o primeiro lugar da parada da Billboard nos EUA em 2009.

## Discografia
- 2007 - I Am (EUA #9) - EUA: 421,000
- 2009 - Epiphany  (EUA #1) - EUA: 462,000
- 2010 - Let Freedom Reign  (EUA #25) - EUA: 80,000
- 2013 - Better  (EUA #12) - EUA: 113,000
- 2016 - Milestone  (EUA #73)

1. ↑  www.grammy.com https://www.grammy.com/artists/chrisette-michele/9427. Consultado em 2 de março de 2023 Em falta ou vazio |título= (ajuda)